# Hermes Volley Oostende
Hermes Volley Oostende – żeński klub piłki siatkowej z Belgii. Swoją siedzibę ma w Ostendzie. Został założony w 1955.

## Sukcesy
- Mistrzostwa Belgii:
  -  1. miejsce: (13x): 1971, 1972, 1973, 1974, 1975, 1976, 1977, 1978, 1979, 1980, 1983, 1985, 1987
  -  2. miejsce: (4x): 1970, 1981, 1982, 2019
  -  3. miejsce: (4x): 1984, 2011, 2015, 2017
- Puchar Belgii:
  -  1. miejsce: (7x): 1971, 1972, 1977, 1982, 1983, 2019, 2020